# حقيقيات الأوراق
حقيقيات الأوراق (الاسم العلمي:Euphyllophytina) هي فرع حيوي نباتي يتبع النباتات الوعائية. يمكن التعامل مع المجموعة على أنها فرع حيوي غير مرتب، إما باعتباره شعبة تحت اسم اللاتيني (Euphyllophyta) أو شعيبة تحت اسم (Euphyllophytina). تتميز الخلايا النانوية بحيازة الأوراق الحقيقية ("megaphylls") وتشتمل على واحد من اثنين من الأنساب الرئيسية للنباتات الوعائية الموجودة. كما هو موضح في مخطط النسل أدناه، فإن حقيقيات الأوراق لها علاقة شقيقة بالنباتات الذئبية. على عكس من النباتات الذئبية التي تتكون من عدد قليل نسبياً من الكائنات الحية أو الموجودة حاليًا، فإن حقيقيات الأوراق تضم الغالبية العظمى من سلالات النباتات الوعائية التي تطورت منذ أن تقاسمت المجموعتان سلفًا مشتركًا منذ أكثر من 400 مليون عام. تتكون الخلايا الملساء للنباتات من سلالتين، الخلايا المنوية أو نباتات البذريات مثل النباتات المزهرة (كاسيات البذور) وعاريات البذور (الصنوبريات والمجموعات ذات الصلة) والسراخس بالإضافة إلى عدد من المجموعات الأحفورية المنقرضة.
يتم دعم النباتات الوعائية الموجودة إلى ثلاثة سلالات أحادية النمط الخلوي في الدراسات الجزيئية المتعددة.
يجادل باحثون آخرون أن السلالات التي تعتمد فقط على البيانات الجزيئية دون إدراج بيانات إحفورية تم تقييمها بعناية استنادًا إلى عمليات إعادة ترميم النبات بالكامل لا تحل بالضرورة تمامًا وبدقة التاريخ التطوري لمجموعات مثل حقيقيات الأوراق.

## تقسيم
يوضح مخطط النسل التالي عرضًا واحدًا للعلاقات التطورية بين الأصنوفات الموصوفة أعلاه.
- تحت شعبة (بالإنجليزية: Infraphylum)‏ الخرزيات الشكل (الاسم العلمي: Monilophytes)
  - سراخس
- تحت شعبة (بالإنجليزية: Infraphylum)‏ النباتات الشعاعية (الاسم العلمي: Radiatopses)
  - بذريات	Spermatophytes